# العین
العین به عربی ( مدینة العین ) یکی از زیباترین شهرهای امارات است که شهری تاریخی و جاذبهٔ گردشگری و از نقاط دیدنی امارات متحده عربی است. در دوران پیشین این شهر به نام عین عمان مشهور بوده‌است.
جغرافیای طبیعی العین به دلیل وجود زنجیره کوه حجر بر فراز «شهرالعین»، این شهر یکی از شهرهای زیبا منطقه می‌باشد. دارای چشمه و قناتهای متعددی است و شبهای بسیار زیبا و خنکی دارد و براساس اطلاعات موجود در ۵۴۵، ۵۶ طول شرقی و در ۲۳–۴۵ ،۴۰۲۴ درجه عرض شمالی از نصف‌النهار مبدأ واقع شده‌است.
شهرالعین در دوترین نقطه جنوب شرقی امارات متحده عربی واقع شده‌است، در فاصلهٔ ۱۶۰ کیلومتری ابوظبی و در ۱۲۲ کیلومتری شهر دبی قرار دارد.

## محدودهٔ شهر العین
محدودهٔ مدینة العین: از شمال دهکدهٔ الفقع، از جنوب «أم الزمول»، از شمال غربی «الختم»، «سویحان» و از سمت مشرق به «أم غافة» و «صاع» محدود می‌گردد.

## پیشینهٔ تاریخی

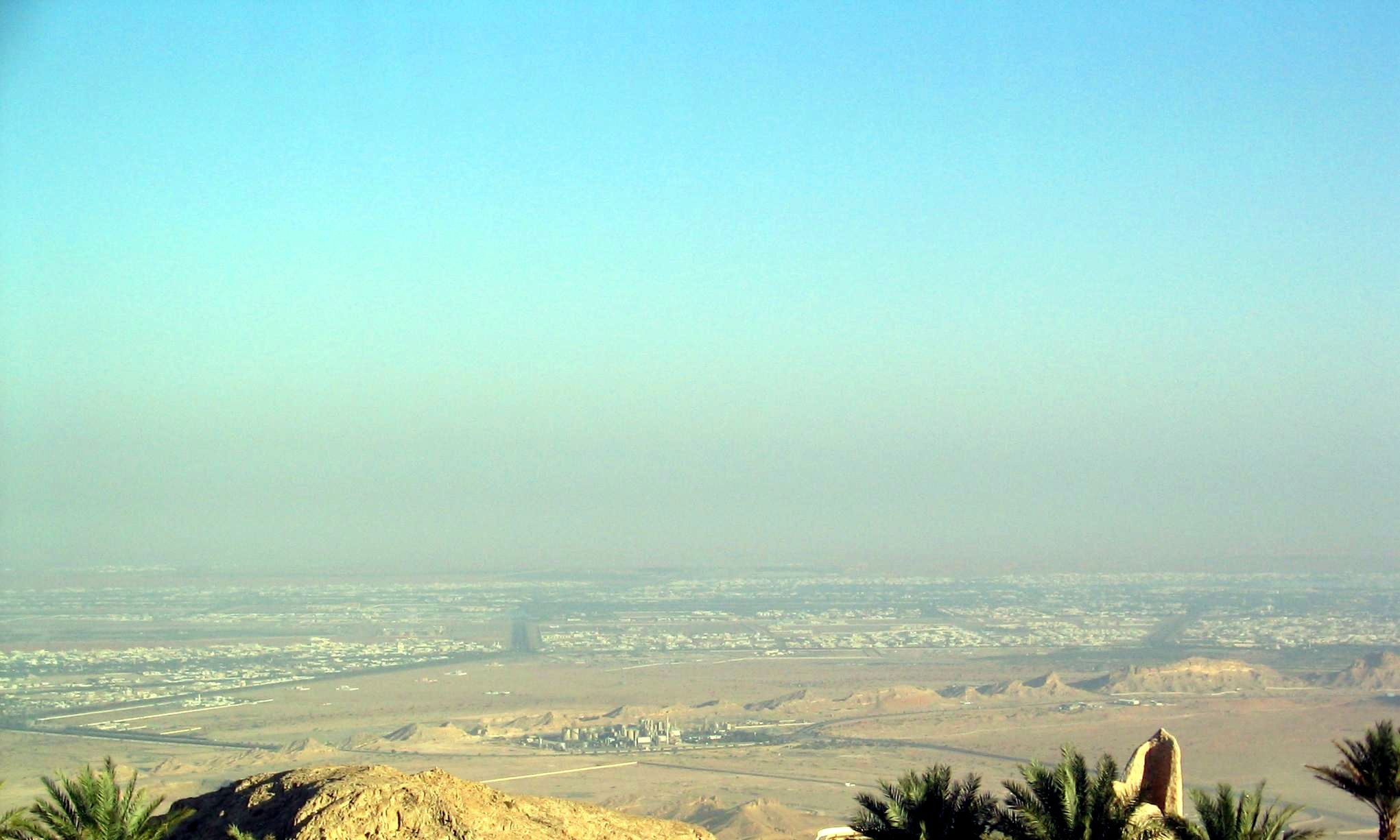
این شهر براساس یک راهبرد روبه گسترش طولانی مدت باهدف گردشگری بوده‌است

پیشینهٔ تاریخی «شهرالعین» به هفت هزار سال بیش بر می‌گردد. برخی گویند تاریخ پیشینه أش ۴۰۰۰ سال می‌باشد. در دوران عصر سنگ یا عصر حجر دوره‌ای است که در آن فناوری در راستای فرگشت انسانی گسترده‌گشت و زندگی انسانی از خاور آفریقا به سراسر جهان پراکنده‌گشت. در این دوران انسان‌هایی به این منطقه رسیده أند و مجتمعات انسانی به پا نمودند.
«شهرالعین» در طول این ازمنه یکی از آبادترین واحه های مؤثر بر سر راه کاروان‌های تجارتی بوده‌است که در زمان پیشین به نام « واحة العین » معروف بوده‌است و سرزمینی آباد و پر رونق بوده‌است.
سرزمینی که مسکن قبائل بزرگ و متعدد شبه‌جزیره عربستان بود، بی شک آنقدر بزرگ و انبوه و پرجمعیت بوده که نه تنها مردم دردامنه ارتفاعات کوهستانی زنجیره کوه حجر و دشتهای معتدل شمالی و جنوبی آن زندگی می‌کرده‌اند بلکه جبر طبیعت و مقتضیات جغرافیائی آنهارا به نقات مختلف و اطراف « واحة العین » پراکنده‌ساخته و در کوه و دشت و بیابان و دره و صحرا وبر فراز کوه‌های بلند زندگانی می‌نموده‌اند. روایت است که مردم این «شهر» بت‌پرست بوده أند مانند سایر قبائل شبه جزیره عربستان پیش از ظهور اسلام، آثار زیادی از آن‌ها تا به حال برجای مانده‌است.
«مدینة العین» به نام (منطقه شرقی) نیز نامیده می‌شود، نسبت به موقعیت جغرافیایی امارات متحده عربی، این شهر در فاصلهٔ ۱۶۰ کیلومتری شهر ابوظبی، پایتخت امارات متحده عربی واقع می‌باشد.
منطقهٔ العین یا توّام، به‌عنوان بخشی از منطقه غربی حجر که دارای اهمیت تاریخی است، از حدود ۸٬۰۰۰ سال پیش دارای ساکنانی بوده است و مناطق باستان‌شناسی نشان می‌دهند که انسان‌ها در مناطقی نظیر الرمیله، هیلی و  جبل حفیت سکونت داشته‌اند. اهالی این فرهنگ‌های نخستین برای مردگان خود مقبره‌های لانه‌زنبوری ساخته‌اند و به شکار و جمع‌آوری غذا اشتغال داشته‌اند. آب مورد نیاز برای آبیاری مزرعه‌های نسختین در این منطقه تا پیش از دوران مدرن از واحه‌ها تأمین می‌شده است. در دههٔ ۱۹۵۰، شیخ زاید مقبره‌های موجود در این منظقه را کشف کرد و توجه یک تیم باستان‌شناسی دانمارکی را به آن جلب کرد؛ تیمی که در سال ۱۹۵۹ رهبری حفارسی در این مقبره‌ها را بر عهده گرفت. در سال ۱۹۷۱، موزه العین به‌منظور نگهداری از اجسام کشف‌شده در این منطقه، احداث شد. در دههٔ ۲۰۰۰ میلادی، اداره فرهنگ و میراث فرهنگی امارت ابوظبی برای به‌رسمیت شناخته شدن این منطقه به‌عنوان میراث جهانی توسط یونسکو به لابی‌کردن پرداخت و در سال ۲۰۱۱، العین به نخستین منطقهٔ میراث جهانی در امارات متحده عربی بدل شد که توسط یونسکو به رسمیت شناخته می‌شد.

## وجه تسمیه
در مورد وجه تسمیه شهرالعین به این نام، به دلیل وجود چشمه های آب شیرین و فراوان در اطراف و کنار این منطقه العین نامگذاری شده‌است که به معنای چشمه است.

## جمعیت
بر طبق آمار سال ۲۰۰۳ میلادی جمعیت شهر العین ۲۵٫۳۸۰ نفر می‌باشد. ساکنان این شهر اهل سنت و مالکی مذهب  و از پیروان امام مالک بن انس هستند.

## جاذه‌های گردشگری
«شهرالعین» در حوزه بازاریابی‌های گردشگری و معرفی خود به عنوان دومین جاذبه گردشگری امارات است بعد از امارت شارجه، این شهر براساس یک راهبرد روبه گسترش طولانی مدت گردشگری بوده‌است. «مدینة العین» از موقعیت جغرافیایی بی‌همتایش و مزایای بسیار زیادی برخوردار است. «العین» در کوهپایه جبل حفیت واقع شده و مرکز فعالیت‌های اجتماعی، سیاسی، فرهنگی، اقتصادی و گردشگری امارت ابوظبی به حساب می‌آید.
اماکن گوناگون گردشگری در این شهر وجود دارد که مهم‌ترین آن‌ها عبارتند از:موزه العین، باغ وحش العین، پارک بازی هیلی، عین الفایضة (آب معدنی)، پارک مبزرة الخضراء، جبل حفیت، دیگر جاهای باستانی و قنات‌های آب که مقاصد گردشگران منطقه‌است.
«شهرالعین» یکی از مقاصد گردشگری مردم امارات متحده عربی است و همچنین این شهر یکی مناطق متنفس طبیعی اهالی منطقه‌است چنان‌که در مواسم مختلف مخصوصاً ایام بارش باران و فصل زمستان مردم از مناطق مختلف امارات به این مکان می‌آیند.
این شهر تمیز خاصی دارد و جا هایی و شکل هایی از صخرهای تاریخی و تکوینات و مجاری آب در اطراف درهٔ العین
وجود دارد. قسمتی از این دره در تمام سال آب دارد و قسمت دیگر خشکیده‌است، گردشگران در این قسمت خشکیده خیمه می‌زنند.
شهر العین به جشنواره بهار مشهور است،
سالیانه «جشنواره بهار» (مهرجان الربیع)
در این شهر برگزار می‌شود، «شهرالعین» مرکز فعالیت‌های اجتماعی، سیاسی، فرهنگی، اقتصادی و گردشگری ابوظبی به‌شمار می‌آید.
در این دوره از سال، گردشگران زیادی را از تمام شهرهای امارات و همچنین کشورهای حوزهٔ خلیج فارس و غیره به سوی شهر العین می‌شتابند. سالیانه در حدود ۱۳۰ هزار نفر بازدیدکننده از شهر العین دیدن می‌کنند.

## مهم‌ترین مناطق شهر العین
شهرالعین به هفت منطقهٔ مهم تقسیم می‌شود:
- منطقه الصاروج.
- منطقه المطاوعه.
- منطقه الجیمی.
- منطقه المویجعی
- منطقه المقام.
- منطقه المرخانیه.
- منطقه المعترض.

## حومه شهرالعین
حومهٔ برون‌شهری العین به عربی (ضواحی العین الخارجیه) عبارتند از:
- ام غافه.
- مزید.
- الهیر.
- القریح.
- الفوعه.
- السلیمات.
- الیحر.
- الساد.

## قلعه‌های تاریخی العین
- قلعه مریجب.
- قلعه الجاهلی.
- قلعه المویجعی
- قلعه المربعه.
- قلعه الحصن.

## پارک‌های شهر العین
- پارک بازی الهیلی.
- پارک بصره.
- پارک السلیمی.
- پارک جامعه.
- پارک فلج هزاع.
- پارک عین الفایضه.
- پارک باف وحش.
- پارک هیلی.

## قنات
در شهر العین و حومه آن در حدود ۳۰۰ قنات به عربی (الفلج) وجود دارد که مشهورترین آن‌ها عبارتند از:
- قنات العین.
- قنات الهیلی.
- قنات القطارة.
- قنات الداوودی.
- قنات الجاهلی.
- قنات الجیمی.
- قنات المعترض.
- قنات المویجعی.
- قنات مزید.
- قنات الصاروج که طول این قنات به مسافت ۱۰ کیلومتر است.